# Alouette 1
Alouette 1 fue el primer satélite artificial canadiense, y el primer satélite construido sin intervención de los Estados Unidos o la Unión Soviética. El nombre Alouette proviene del francés alaudidae y del título de la canción folclórica francocanadiense, Alouette.

## Historia

### Lanzamiento y progreso de la misión
El Alouette 1 fue lanzado por la Administración Nacional de Aeronáutica y del Espacio (NASA) en el Pacific Missile Range Facility (Instalaciones de Rango de Misiles del Pacífico) de la base aérea de Vandenberg, California, a las 06:05 UTC del 29 de septiembre de 1962. Alouette fue utilizado para realizar estudios de la ionosfera, área superior de la atmósfera donde muchos satélites futuros serán colocados en órbita. La misión del Alouette duró 10 años hasta que la unidad fue deliberadamente desactivada. El director canadiense de la misión, John Herbert Chapman y el Ingeniero eléctrico en jefe, Colin A. Franklin, se alzaron con un éxito moderado.
Para enero de 2006, el Alouette-1 todavía orbitaba la tierra, y algunos pioneros afirman que quizás se podría activarlo si se transmitieran las señales correctas.

### Construcción duplicada
Dos satélites se construyeron en caso de una falla; si la primera unidad se averiaba, la segunda unidad se lanzaría con sólo un par de meses de atraso. Transcurrieron 3 años y medio desde la idea de construir el Alouette hasta su diseño y construcción. La estructura del satélite fue construida en el Downsview, en De Havilland Canada, edificio que actualmente funciona como el Museo Aeronáutico de Toronto. El satélite S27-2 (Prototipo) S27-3 y S27-4, fueron montados por el Defense Telecommunications Establishment Electronics Lab en Ottawa. Las baterías utilizadas por el Alouette fueron desarrolladas por otra división de DRB y responsable de la larga vida del satélite. Las antenas utilizadas fueron las primeras antenas STEM usadas en el espacio y, al momento de su lanzamiento, eran las más largas (38 metros de extremo a extremo).
Cuando el Alouette se completó, pesaba 145 kg y fue lanzada en un cohete Thor Agena-B rocket. El repuesto del Alouette 1 fue lanzado en 1965 con el nombre de Alouette 2 con el objeto de reemplazar al anterior Alouette 1.